# Brązowy Żołnierz

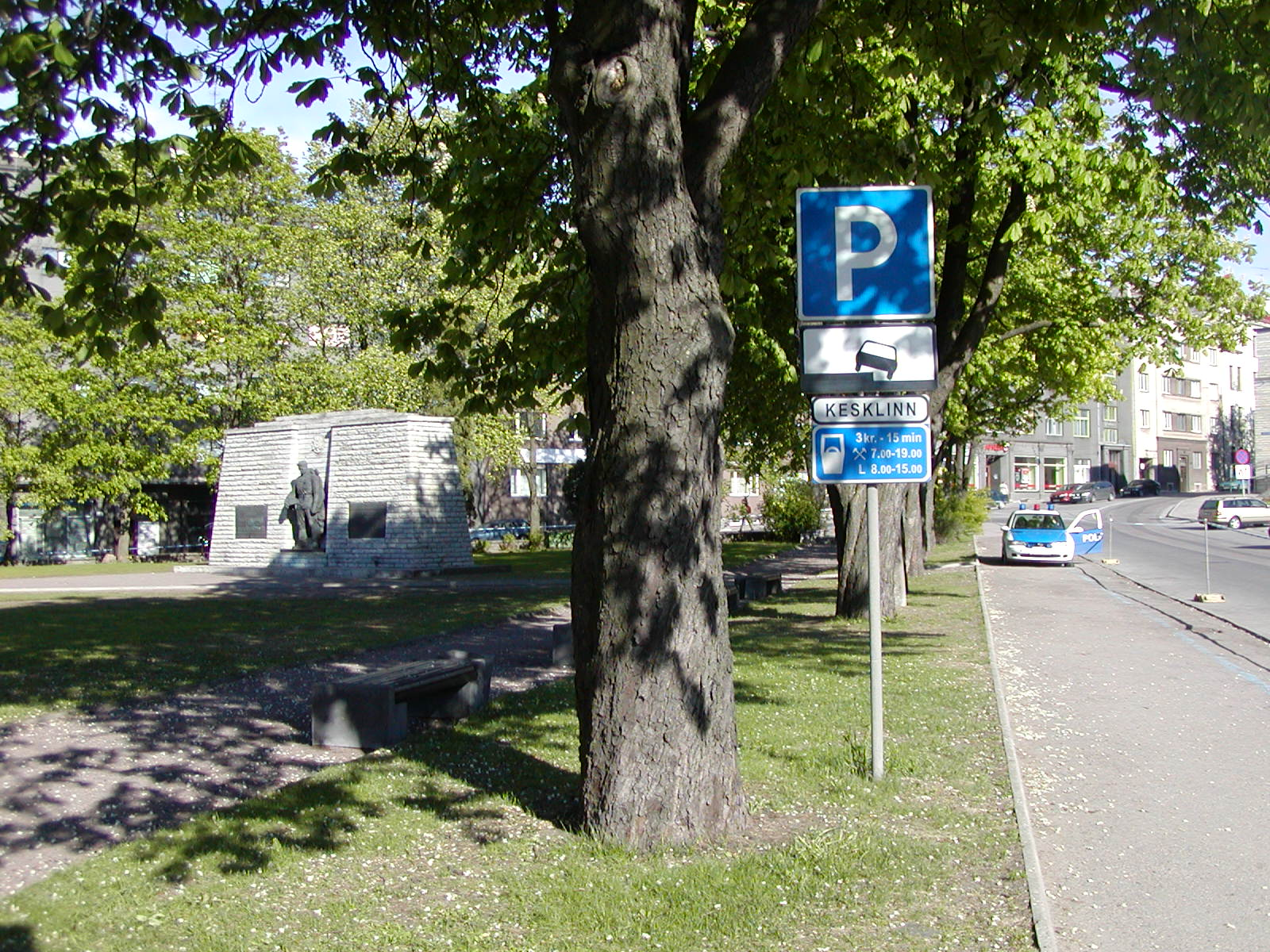
Pomnik w pierwotnej lokalizacji (maj 2006)

Brązowy Żołnierz (est. Pronkssõdur) – pomnik żołnierza sowieckiego w Tallinnie, właściwie Pomnik Wyzwolicieli Tallinna (est. Tallinna vabastajate monument, ros. Монумент освободителям Таллина). Monument stał w centrum Tallinna w latach 1947–2007, po czym został przeniesiony na talliński cmentarz wojskowy.
Zaprojektowany przez estońskiego rzeźbiarza Enna Roosa, został odsłonięty 22 września 1947, w trzecią rocznicę wyzwolenia przez wojsko Związku Radzieckiego Tallinna od okupacji niemieckiej. Składał się on z bryły przypominającej mastabę oraz ok. dwumetrowej figury żołnierza w mundurze Armii Czerwonej. Był on zlokalizowany na Wzgórzu św. Antoniego (est. Tõnismägi), przy zbiorowej mogile zawierającej szczątki kilkunastu sowieckich żołnierzy poległych w 1944 roku.
26 kwietnia 2007 władze Tallinna rozpoczęły ekshumację szczątków żołnierzy, które miały być przeniesione, wraz z pomnikiem na cmentarz wojskowy. Wywołało to, prawdopodobnie inspirowane z Rosji, protesty rosyjskiej mniejszości narodowej (około 25% mieszkańców Estonii), które, po interwencji policji, przerodziły się w zamieszki. Brało w nich udział ok. 1500 osób, zginęła 1 osoba (pchnięty nożem 20-letni Rosjanin), rannych zostało 44 demonstrantów i 13 policjantów, 300 osób aresztowano. 27 kwietnia 2007 nad ranem pomnik został zdemontowany i przeniesiony na nowe miejsce, gdzie został odsłonięty 8 maja 2007. Wydarzenia te doprowadziły do pogorszenia stosunków dyplomatycznych pomiędzy Rosją a Estonią.